# Aléxandros Papagós
Aléxandros Papágos, no alfabeto grego: Αλέξανδρος Παπάγος, GCTE (Atenas, 9 de dezembro de 1883 — Atenas, 4 de outubro de 1955) foi um militar e político da Grécia. Marechal. Ocupou o cargo de primeiro-ministro da Grécia de 19 de novembro de 1952 até 4 de outubro de 1955.

## Vida
Foi um oficial do Exército grego que liderou o Exército Helênico na Segunda Guerra Mundial e nas fases posteriores da Guerra Civil Grega. O único oficial de carreira grego a ser elevado ao posto de Marechal de Campo, ele se tornou o primeiro Chefe do Estado-Maior General da Defesa Nacional Helênica de 1950 até sua renúncia em 1951. Ele então entrou na política, fundando o partido Rally Grego e se tornando o primeiro-ministro do país após sua vitória nas Eleições de 1952. Sua primeira posição foi definida por vários eventos. A Guerra Fria e as consequências da Guerra Civil Grega; Grécia se tornando membro da OTAN; As bases militares americanas foram permitidas em território grego; um aparato de segurança poderoso e veementemente anticomunista foi criado; e o líder comunista Nikos Ploumpidis foi executado por fuzilamento. Seu mandato também viu o início do milagre econômico grego e o aumento das tensões com a Grã-Bretanha e a Turquia por causa da questão de Chipre.
Em 9 de novembro de 1954 foi agraciado com a Grã-Cruz da Ordem Militar da Torre e Espada, do Valor, Lealdade e Mérito de Portugal.